# Роберт Джордан
Роберт Джордан (англ. Robert Jordan; 17 октября 1948 — 16 сентября 2007) — псевдоним американского писателя; настоящее имя — Джеймс Оливер Ригни-младший (англ. James Oliver Rigney, Jr.). Получил широкую известность как автор цикла «Колесо Времени». Писал также под именами Реган О’Нил (англ. Regan O’Neal) и Джексон О’Рейли (англ. Jackson O’Reilly).

## Биография
Роберт Джордан родился 17 октября 1948 года в Чарльстоне, Южная Каролина. По окончании средней школы поступил в университет Клемсона, но спустя год бросил учёбу и вступил в ряды армии США. В 1968—1970 прослужил два срока на Вьетнамской войне, в качестве вертолётного стрелка получил Крест лётных заслуг с дубовым листом, Бронзовую звезду с литерой V и два южновьетнамских креста «За храбрость» с пальмовым листом.
Выпускник военного колледжа Цитадель (англ. The Citadel), где в середине 70-х получил научную степень по физике.
Начал писать с 1977 года, в основном в жанре фэнтези.
Ранние свои романы Роберт Джордан писал под псевдонимом Реган О’Нил — это была историческая семейная серия, начавшаяся в 1980 году романом «The Fallon Blood». Вестерн «Cheyenne Raiders» вышел за подписью Джексона О’Рейли в 1982 году.
С 1982 года писатель начал издаваться под именем Роберт Джордан. Сначала это была новеллизация одного из фильмов о Конане, а потом ещё шесть книг о могучем варваре. В 1990-м году вышел роман «Око мира» («The Eye of the World»), ставший первым в масштабном фэнтезийном цикле «Колесо Времени» («Wheel of Time»). Именно книги этой серии и сделали Роберта Джордана знаменитым на весь мир.
«Колесо Времени» по своему объёму и количеству персонажей превосходит «Войну и Мир». Он написал 11 томов и обещал ещё один, но умер, не успев дописать 12 книгу «А Memory Of Light». Мир Джордана разработан весьма подробно: присутствует более десяти наций, каждая со своими традициями и особенностями, а также совершенно особенная раса огир. В фанатских базах данных насчитывается до 2782 персонажей.
До своих последних дней писатель жил в городе Чарльстон вместе со своей женой Харриет Макдугал (англ. Harriet McDougal), которая работает редактором в издательстве Tor, и которой он посвящал свои книги.
Умер 16 сентября 2007 года около 14:45 (EST) от амилоидоза сердца.
В 2009—2013 были опубликованы три романа, дописанные Брэндоном Сандерсоном по черновикам Роберта Джордана.

### Серии

#### Колесо Времени
1. The Eye of the World (15 января 1990) — «Око Мира».
2. The Great Hunt (15 ноября 1990) — «Великая Охота».
3. The Dragon Reborn (15 октября 1991) — «Возрождённый Дракон».
4. The Shadow Rising (15 сентября 1992) — «Восходящая Тень».
5. The Fires of Heaven (15 октября 1993) — «Огни Небес».
6. Lord of Chaos (15 октября 1994) — «Властелин Хаоса».
7. A Crown of Swords (15 мая 1996) — «Корона Мечей».
8. The Path of Daggers (20 октября 1998) — «Путь Кинжалов».
9. Winter’s Heart (9 ноября 2000) — «Сердце Зимы».
10. Crossroads of Twilight (7 января 2003) — «Перекрёстки Сумерек».
11. Knife of Dreams (11 октября 2005) — «Нож сновидений».

Следующие три книги были дописаны  Брэндоном Сандерсоном по черновикам писателя. Выбор автора для завершения цикла принадлежит жене и кузену Роберта Джордана. Джордан предполагал, что 12 книга станет последней и будет называться «A Memory of Light» (Память Света), однако Сандерсон в процессе работы понял, что объём произведения слишком велик для одного романа и совместно с вдовой и издателем Джордана принял решение разбить финальное произведение на три.
1. The Gathering Storm (27 октября 2009) — «Грядущая Буря».
2. Towers of Midnight (ноябрь 2010) — «Башни Полуночи».
3. A Memory of Light (8 января 2013) — «Память Света».

К циклу примыкают
- New Spring (в составе антологии «Legends» («Легенды»)) (февраль 1998) — «Новая Весна» — приквел, повесть.
- New Spring (январь 2004) — «Новая Весна» — роман, включающий в себя переработанную повесть из антологии. Начало цикла из 3 книг, описывающих предысторию событий «Колеса Времени». Остальные книги Джордан планировал написать после окончания основного цикла.
- The World of Robert Jordan’s The Wheel of Time (13 ноября 1998) (в соавторстве с Терезой Паттерсон (англ. Teresa Patterson)) — «Иллюстрированный путеводитель по миру „Колеса Времени“», включает рассказ «Удар по Шайол Гул» («The Strike at Shayol Ghul»)
- The Strike at Shayol Ghul (1996 — выложен в Интернет, 1998 — напечатан в составе «Иллюстрированного путеводителя по миру „Колеса Времени“») — «Удар по Шайол Гул» — рассказ

#### Конан
Джордан приложил руку к знаменитому миру Говарда, написав 7 романов.
- Conan the Invincible (1982) — «Черный камень Аманара»
- Conan the Defender (1982) — «Тень Властелина — Конан Заступник»
- Conan the Unconquered (1983) — «Сердце Хаоса»
- Conan the Triumphant (1983) — «Тайна Врат Аль-Киира»
- Conan the Magnificent (1984) — «Конан и огненный зверь»
- Conan the Destroyer (1984) — «Конан Разрушитель» (альтернативное название «Рог Дагота»)
- Conan the Victorious (1984) — «Ловушка для демона»

#### Fallon Series(как Реган О’Нил)
Исторические романы о Гражданской войне в Америке.
1. The Fallon Blood (1980)
2. The Fallon Pride (1981)
3. The Fallon Legacy (1982)

### Отдельные романы
- Cheyenne Raiders (1982) (как Джексон О’Рейли)